# The Merry Men
The Merry Men, deutsch Die tollen Männer, ist eine Erzählung des schottischen Schriftstellers Robert Louis Stevenson (1850–1894). Sie erschien erstmals 1882 im Cornhill Magazine; 1887 nahm Stevenson sie in etwas überarbeiteter Form in seine Sammlung The Merry Men and Other Tales and Fables auf.
Wie Stevensons etwa gleichzeitig entstandener Abenteuerroman Treasure Island (Die Schatzinsel) handelt sie von einer Schatzsuche auf einer entlegenen Insel, doch verliert der frömmelnde Ich-Erzähler Charles Darnaway dieses Ziel zunehmend aus den Augen, da er sich zunächst mit seinem Onkel Gordon auseinandersetzen muss, der offenbar den Verstand verloren und sich womöglich eines Mordes schuldig gemacht hat. Die wenigen Literaturkritiker, die sich eingehender mit The Merry Men befasst haben, befinden fast einhellig, dass die Geschichte als solche recht missraten sei, einzelne Episoden und besonders die Naturschilderungen für sich genommen jedoch atmosphärisch dicht und stilistisch brillant ausgefallen seien; seiner Frau Fanny Stevenson zufolge war auch der Autor selbst ähnlicher Ansicht.

## Inhalt
Schottland im letzten Drittel des 18. Jahrhunderts: Der Ich-Erzähler Charles hat an der Universität Edinburgh bei dem Historiker William Robertson studiert. In alten Archivalien ist er auf Hinweise auf eines der Schiffe der Spanischen Armada gestoßen, die im August 1588 nach der Niederlage in der entscheidenden Seeschlacht gegen die Flotte Englands über die Nordsee zerstreut wurden und schließlich spurlos verschwanden. Er schlussfolgert, dass sich das Wrack der Espirito Santo mitsamt ihrem Goldschatz auf dem Meeresgrund vor der Hebrideninsel Aros befinden muss, auf der sein Onkel Gordon und seine Base Mary einen ärmlichen Hof bewirtschaften. Im Sommer macht er sich auf die Reise dorthin und erkennt das Innere des Bauernhauses kaum wieder: Es ist bis unters Dach gefüllt mit fremden Kostbarkeiten. Mary erzählt von einem bedauerlichen Schiffbruch, kann aber nichts Genaues über die Herkunft des Strandguts sagen. Onkel Gordon setzt den Neffen ins Bild. Vor ein paar Monaten, genauer, am 10. Februar, sei ganz in der Nähe die Brigg Christ-Anna bei Hochflut in den „Totentanz“ der „tollen Männer“ geraten und hernach vor Ort gestrandet. Die „tollen Männer“ sind gewaltige, verwirbelte Sturzbrecher, die zwischen den der Insel vorgelagerten Felsen bei anstürmender Brandung mit mächtigen furchtbaren Stimmen aufbrausen und ein Schiff mit Mann und Maus in ihren Strudel hinabziehen können. Als Charles den Onkel nach Überlebenden der Schiffskatastrophe fragt, bekommt er ausweichende Antwort.
An der Stelle, wo er das Wrack vermutet, findet Charles bei einem ersten Tauchgang eine Schuhschnalle, beim zweiten einen menschlichen Beinknochen, außerdem entdeckt er an der Küste ein frisches Grab und mutmaßt, dass es sich um das Grab eines Seemanns der Christ-Anna handelt, der den Schiffbruch im Februar überlebt hat, aber von Strandräubern, wahrscheinlich also von Onkel Gordon selbst, ermordet wurde. Entsetzt von diesen bösen Vorzeichen, aber auch eines aufkommenden Sturmes wegen muss der Schatzsucher die Unternehmung abbrechen. In dem stürmischen Gewässer ist offenbar auch noch eine fremde Bootsbesatzung auf Goldsuche unterwegs. Charles muss zusehen, wie das Boot im Sturm untergeht, ebenso sein Onkel Gordon; dieser genießt den Todeskampf der Besatzung von der felsigen Steilküste aus mit „wollüstiger Kennermiene“. Nach dem „grauenvollen Schauspiel“ stellt Charles den Onkel am oben genannten frischen Grab zur Rede und bezichtigt ihn in einer erbarmungslosen Moralpredigt des Mordes aus Habgier. In dem Moment erscheint auf dem Kajütdach des gescheiterten Bootes plötzlich ein schwarzer Mann. Den Anblick erträgt Onkel Gordon nicht, offenbar meint er, es sei der Geist des Ermordeten, wenn nicht der Teufel selbst; er tobt, augenscheinlich wahnsinnig, und nimmt Reißaus. An der verhängnisvollen Suche nach dem Geisteskranken beteiligt sich auch der dunkelhäutige Schiffbrüchige, der sich als Mensch aus Fleisch und Blut erwiesen hat. Er jagt hinter Gordon Darnaway her, weil er den Kranken einfangen will, doch beide stürzen über die Steilküste in den Tod. Charles nennt das Ende des Onkels ein „seltsames Gottesurteil“.

## Entstehungs- und Publikationsgeschichte

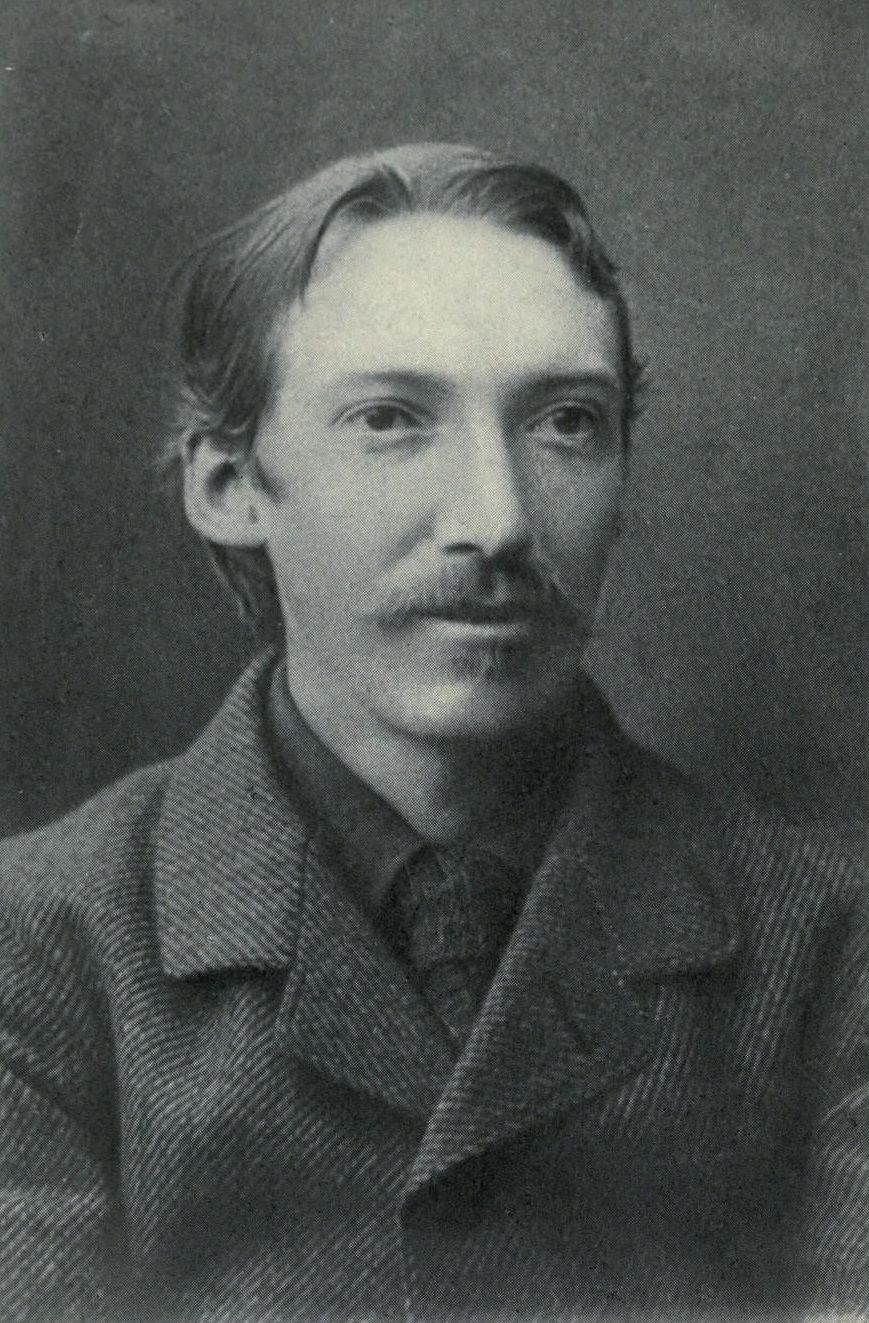
Robert Louis Stevenson, fotografiert 1882 in Davos

Eine erste, nicht erhaltene Fassung der Geschichte verfasste Stevenson im Juni und Juli 1881 in seiner Sommerfrische Kinnaird Cottage nahe Pitlochry in Perthshire; aus seiner Korrespondenz geht hervor, dass die Geschichte zunächst den Titel The Wreck of the Susanna trug. Ebenso wie die zur selben Zeit begonnenen Erzählungen Thrawn Janet und The Body Snatcher war sie ursprünglich für einen Kurzgeschichtenband mit dem Arbeitstitel The Black Man and Other Tales („Der Schwarze Mann und andere Geschichten“) vorgesehen, der aber letztlich nie erschien. Nachdem er gegen Mitte Juli die ersten vier Kapitel der Geschichte zu Papier gebracht hatte, zeigte er sich mit dem Ergebnis nicht vollkommen zufrieden und kündigte in einem Brief umfassende Revisionen an, doch ließ er die Arbeit an der Geschichte ab August zunächst ruhen, um seinen ersten Roman Treasure Island fertigzustellen. Erst im Winter, den er im schweizerischen Davos verbrachte, stellte er die erste publizierte Fassung fertig. Sie erschien 1882, zunächst anonym, in zwei Tranchen im Juni- und Juliheft des Cornhill Magazine.
1884 äußerte Stevenson in einem Brief an seinen Vater die Absicht, die Geschichte erheblich auszubauen und ihr ein vollkommen neues Ende (Dénouement) zu verpassen, dessen Gestalt ihm jedoch selbst noch nicht ganz klar sei. Im Februar 1887 erschien dann die zweite, heute maßgebliche Fassung als erste Geschichte seines Kurzgeschichtenbands The Merry Men and Other Stories and Fables. Entgegen Stevensons Ankündigung ist sie mit der ersten Fassung über weite Strecken identisch, die umfangreichsten Änderungen betreffen dabei die Dialoge zwischen Charles und Mary Ellen im zweiten und vierten Kapitel sowie die Darstellung des schiffbrüchigen „Schwarzen Mannes“ im fünften Kapitel; insgesamt fällt die zweite Fassung sogar etwas kürzer aus.

### Natur und Landschaft

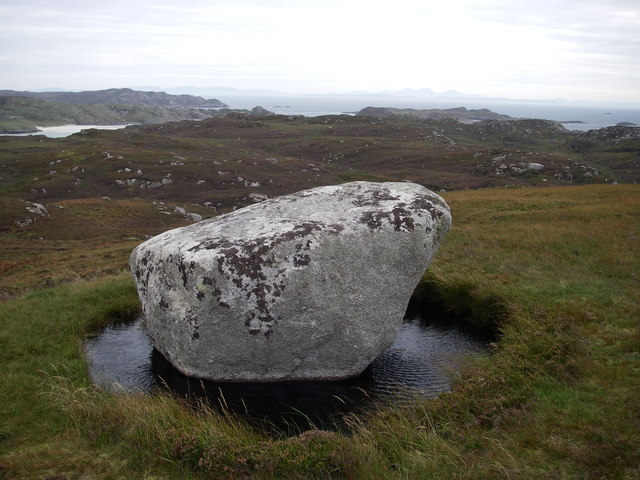
Blick vom Gipfel des Cnoc Mor auf das Meer um Earraid. Von dieser Warte beobachtet Gordon Darnaway mit „wollüstiger Kennermiene“ in Seenot geratene Schiffe.

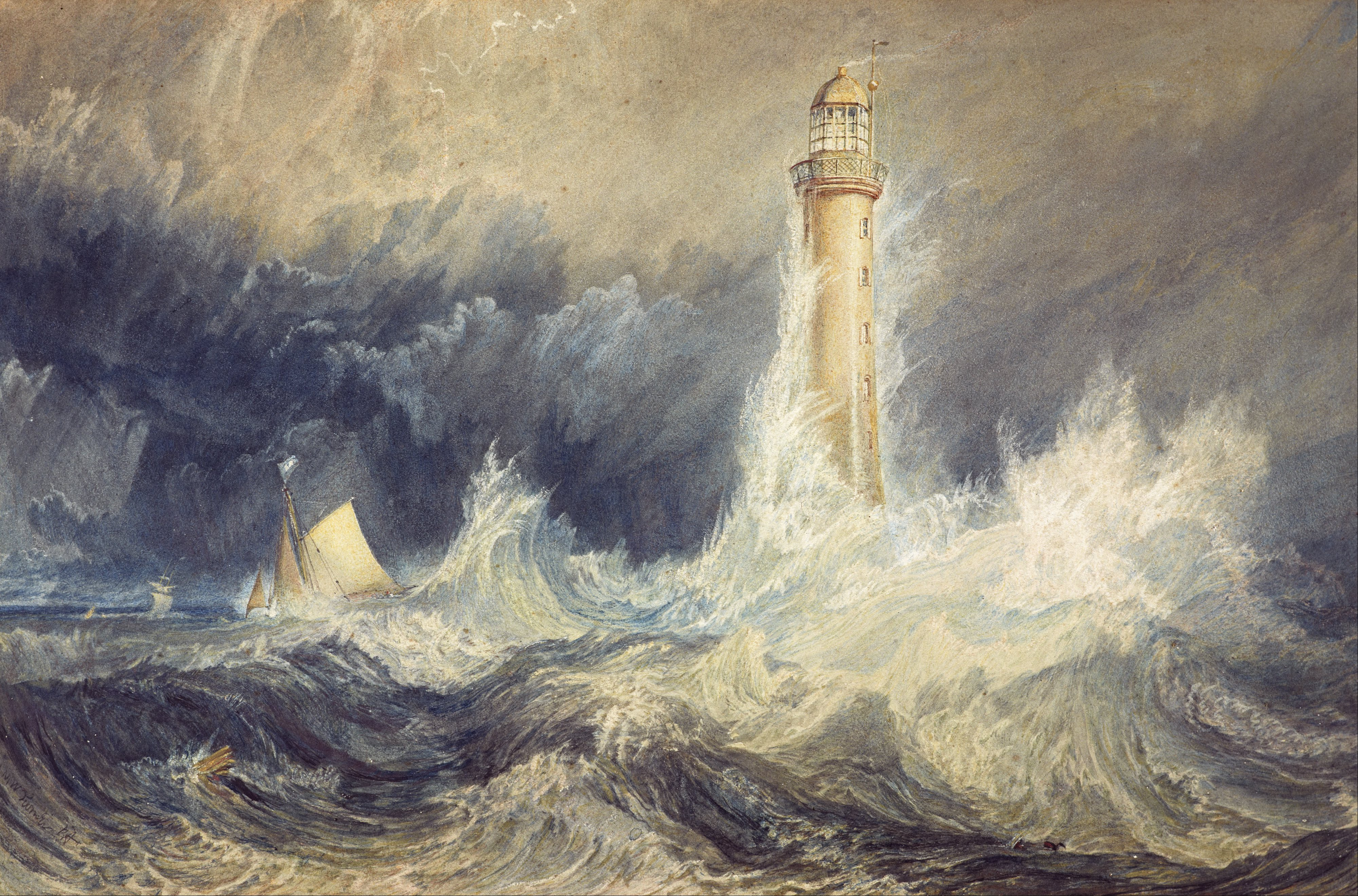
Bell Rock Lighthouse – Wasserfarbenzeichnung von William Turner, 1819.
Dieses Bild entstand als Auftragsarbeit für R. L. Stevensons Großvater Robert Stevenson, der den Leuchtturm auf Bell Rock 1807–1810 erbaute, und ziert als Frontispiz dessen Memoiren (Account of the Bell Rock Lighthouse, 1824). Das Original hängt heute in Edinburgh in der Schottischen Nationalgalerie.